# Pachnobia tamanukii
Pachnobia tamanukii là một loài bướm đêm trong họ Noctuidae.